# مبرة أم الحسين
مبرة أم الحسين هي جمعية خيرية تُعنى بالأطفال الأيتام والمحرومين، تأسست في شمال عمان عام 1958 على يد الملكة الراحلة زين الشرف، زوجة الملك طلال. تقدم المبرة المأوى والتعليم للأولاد الأردنيين الذين تتراوح أعمارهم بين 6 و18 عامًا والذين يأتون من منازل مضطربة، وكانت أول جمعية خيرية من نوعها في الأردن.
تشرف على الجمعية حاليًا الأميرة بسمه بنت طلال، وقد حازت على اهتمام ودعم منظمات دولية مثل الوكالة الأمريكية للتنمية الدولية،  والسفارة الصينية في الأردن، وسفارة الكويت في الأردن.

## مدرسة داخلية
كما تُعَدّ الدار مدرسة داخلية متقدمة ونموذجية للأيتام الذين ترعاهم. إذ تقدم خدماتها التعليمية من الصف الأول الأساسي وحتى الصف العاشر، ثم يجري إرسال الطلبة إلى المدارس الحكومية لمتابعة تعليمهم حتى حصولهم على شهادة الثانوية العامة. أما أصحاب المواهب فتعمل المبرّة على رعاية مواهبهم وصقلها وتوجيهها، كما تتابع مسؤولياتها التربوية تجاه طلبتها المبدعين من خلال توفير البعثات الدراسية لهم ثم متابعتهم في دراستهم الجامعية. وبالنسبة إلى أصحاب الاهتمامات العملية والفنية، فيجري توجيههم نحو اختيار المهن المناسبة وصقل قدراتهم الفنية وتأمين العمل المناسب لهم.

## مركز التعليم البيئي المجتمعي الأخضر
يركز المركز على تقديم برامج توعية حول حفظ المياه والطاقة وإدارة النفايات الصلبة، بالإضافة إلى تعريف السكان المحليين بالمزايا الاقتصادية والبيئية لتبني تقنيات حفظ المياه والطاقة.